# کینگستن استیتس (نیوجرسی)
کینگستن استیتس (به انگلیسی: Kingston Estates) یک منطقهٔ مسکونی در ایالات متحده آمریکا است که در شهرستان کمدن، نیوجرسی واقع شده‌است. کینگستن استیتس ۳٫۰۱۳ کیلومتر مربع مساحت و ۵٬۶۸۵ نفر جمعیت دارد و ۱۳ متر بالاتر از سطح دریا واقع شده‌است.